# Odozana roseiceps
Odozana roseiceps là một loài bướm đêm thuộc phân họ Arctiinae, họ Erebidae.